# Oviječ tmavý
Oviječ tmavý (Paradoxurus jerdoni) je druh oviječe přirozeně žijící v Západním Ghátu v Indii. Tento druh byl popsán roku 1885 Williamem Thomasem Blanfordem na základě lebky a kožešiny, které byly získány v Kodaikanalu. Nově popsaný druh byl pojmenován na počest britského přírodovědce Thomase C. Jerdona.

## Popis
Oviječ tmavý má hnědou srst, která je v oblasti hlavy, krku, ramen, nohou a ocasu tmavší. Někdy může být mírně prošedivělá. Na základě tohoto prošedivění byly popsány dva poddruhy, přestože odstín zbarvení je u oviječe tmavého velmi variabilní od bledé, přes světle hnědou až po tmavě hnědou. Špička ocasu může být bílá či nažloutlá.  Na rozdíl od oviječe skvrnitého nemá ani výrazné znaky na těle či hlavě. Podobně jako u oviječe zlatého se i u tohoto druhu vyskytuje obrácený směr růstu srsti v oblasti šíje. Hmotnost u samců se pohybuje mezi 3600 až 4300 g. Délka těla s hlavou u dospělých jedinců je 43 až 62 cm a délka ocasu 38 až 53 cm.

## Rozšíření a habitat
Přirozený areál rozšíření oviječe tmavého sahá od jižního cípu Západního Ghátu severně až po vesničku Castle Rock ve státě Goa.
Oviječi tmaví patří k nočním živočichům. Vyskytují se v roztříštěné krajině se zbytky tropického deštného lesa mezi komerčně využívanou krajinou jako jsou čajové a kávové plantáže. Schopnost oviječů přežít v takovém prostředí závisí na rozmanitosti druhů ovocných stromů vyskytujících se v takové krajině.

## Ekologie a chování
Tito oviječi jsou noční, osaměle žijící živočichové. Během dne odpočívají v prohlubních stromů, ve spleti vinné révy, v hnízdech ratufy obrovské či ve větvích. Jsou významnými rozptylovači semen v deštných lesích Západního Ghátu. Vzhledem k jejich složení potravy, která se skládá především z plodů, rozptylují semena mnoha druhů rostlin. Stravovací vzorce se v průběhu let mění a mohou se měnit i v témže roce v závislosti na klimatických výkyvech, které mají vliv na dostupnost jednotlivých druhů ovoce. Svou ovocnou stravu doplňují různými bezobratlými živočichy i obratlovci. Ovoce pochází většinou ze stromů a lián. Většinou jde o dužnaté bobule či peckovice a také o velké plody například Palaquium ellipticum, mastnoplodu či Knema attenuata. Jen zřídka se v potravě vyskytují plody bylin či keřů.